# Młynica (Góry Izerskie)
Młynica (653 m n.p.m.) – szczyt w Wysokim Grzbiecie Gór Izerskich w pobliżu drogi pomiędzy Pobiedną i Świeradowem-Zdrojem.
Położony jest w północnej części Wysokiego Grzbietu, w bocznym ramieniu na północ od Stogu Izerskiego. Obok góry idzie ścieżka edukacyjno-przyrodnicza prowadzącą na Zajęcznik.
W styczniu 2022 obok szczytu otwarto publicznie dostępną wieżę widokową konstrukcji stalowej o wysokości 25 m. Wieża ma dwa podesty obserwacyjne i jest wyposażona w panele informacyjne, lunety obserwacyjne, kamery panoramiczne oraz kamerę do obserwacji widnokręgu.